# Apostolska nunciatura v Španiji
Apostolska nunciatura v Španiji je diplomatsko prestavništvo (veleposlaništvo) Svetega sedeža v Španiji, ki ima sedež v Madridu.
Trenutni apostolski nuncij je Renzo Fratini.

## Seznam apostolskih nuncijev
- Filippo Sega (1577 - 1581)
- Giovanni Garzia Millini (20. junij 1605 - 22. maj 1607)
- Antonio Caetani mlajši (avgust 1611 - julij 1618)
- Giovanni Battista Pamphilj (30. maj 1626 - 1629)
- Cesare Monti (1629 - 20. december 1632)
- Cesare Facchinetti (6. september 1639 - 1642)
- Giulio Rospigliosi (14. julij 1644 - januar 1653)
- Camillo Massimo (16. januar 1654 - 1656)
- Galeazzo Marescotti (13. avgust 1670 - 27. maj 1675)
- Giuseppe Archinto (13. januar 1696 - avgust 1700)
- Francesco Acquaviva d'Aragona (6. april 1700 - 7. december 1706)
- Pompeio Aldrovandi (2. januar 1717 - 24. marec 1734)
- Enrique Enríquez (8. januar 1744 - 16. september 1755)
- Luigi Valenti Gonzaga (2. september 1773 - 12. januar 1802)
- Ippolito Antonio Vincenti Mareri (24. maj 1785 - 3. avgust 1807)
- Filippo Casoni (27. maj 1794 - junij 1806)
- Pietro Gravina (1. marec 1803 - 23. september 1816)
- Giacomo Giustiniani (14. april 1817 - 13. maj 1826)
- Francesco Tiberi Contigliano (9. januar 1827 - 1. avgust 1834)
- Luigi Amat di San Filipo e Sorso (13. november 1832 - 1835)
- Giovanni Brunelli (13. april 1847 - 23. junij 1854)
- Lorenzo Barili (13. november 1857 - 6. september 1872)
- Alessandro Franchi (13. marec 1868 - 1869)
- Giovanni Simeoni (5. marec 1875 - 18. december 1876)
- Giacomo Cattani (20. februar 1877 - 22. september 1879)
- Angelo Bianchi (30. september 1879 - 15. november 1897)
- Mariano Rampolla del Tindaro (19. december 1882 - 2. junij 1887)
- Angelo Di Pietro (23. maj 1887 - 28. junij 1893)
- Serafino Cretoni (9. maj 1893 - 19. april 1900)
- Giuseppe Francica-Nava de Bontifè (25. julij 1896 - 7. december 1928)
- Aristide Rinaldini (28. december 1899 - 1907)
- Antonio Vico (21. oktober 1907 - 11. februar 1915)
- Francesco Ragonesi (9. februar 1913 - 9. marec 1926)
- Federico Tedeschini (31. marec 1921 - 25. februar 1938)
- Gaetano Cicognani (16. maj 1938 - 7. december 1953)
- Ildebrando Antoniutti (21. oktober 1953 - 26. julij 1963)
- Antonio Riberi (28. april 1962 - 16. december 1967)
- Luigi Dadaglio (8. julij 1967 - 4. oktober 1980)
- Antonio Innocenti (4. oktober 1980 - 9. januar 1986)
- Mario Tagliaferri (20. julij 1985 - 13. julij 1995)
- Lajos Kada (22. september 1995 - 1. marec 2000)
- Manuel Monteiro de Castro (1. marec 2000 - 3. julij 2009)
- Renzo Fratini (20. avgust 2009 - danes)